# Педриньяс-Паулиста
Педриньяс-Паулиста (порт. Pedrinhas Paulista)  —  муниципалитет в Бразилии, входит в штат Сан-Паулу. Составная часть мезорегиона Ассис. Входит в экономико-статистический  микрорегион Асис. Население составляет 3067 человек на 2006 год. Занимает площадь 152,173 км². Плотность населения — 20,2 чел./км².

## История
Город основан 21 сентября 1952 года. 

## Статистика
- Валовой внутренний продукт на 2003 составляет 52.954.044,00 реалов (данные: Бразильский институт географии и статистики).
- Валовой внутренний продукт на душу населения на 2003 составляет 17.811,65 реалов (данные: Бразильский институт географии и статистики).
- Индекс развития человеческого потенциала на 2000 составляет 0,819 (данные: Программа развития ООН).

## География
Климат местности: субтропический гумидный.